# Гониолимон высокий
Гониоли́мон высо́кий, или Углосте́бельник высокий (лат. Goniolīmon elātum) — многолетнее травянистое растение, вид рода Гониолимон (Goniolimon) семейства Свинчатковые (Plumbaginaceae).

## Ареал и среда обитания
Поволжско-казахстанский степной вид. Произрастает в Средней Азии и Европе, в России — юг европейской части, Западная Сибирь. Как правило растет в каменистых степях, на обнажениях мела и опок, по слабозадернованным склонам балок.

## Описание
Многолетнее стержнекорневое травянистое растение с прямостоячим стеблем высотой от 15 до 40 см.
Стебель в верхней части щитковидно-ветвистый, с тупо трёхгранными, узкокрылатыми веточками. Стеблевые листья чешуевидные, прикорневые, длиной до 15 см, обратнояйцевидно-ланцетные, суженные в черешок, по краю волнистые, на конце с остроконечием.
Цветки относительно мелкие, обоеполые, пятичленные, располагаются одиночно или по два. Венчик белый, с пятью продолговатыми, сросшимися у основания лепестками. Чашечка трубчатая, сростнолепестная, на вершине пятизубчатая.
Плод опадает вместе с чашечкой, которая к моменту его созревания становится перепончатой. Цветение в июне. Размножение исключительно семенное (семена завязываются не ежегодно).

## Охрана
Включен в Красные книги следующих субъектов РФ: Алтайский край, Волгоградская область, Самарская область, Республика Татарстан, Ульяновская область.